# Октябрське (Поріцький район)
Октя́брське (рос. Октябрьское, чув. Октябрьское) — село у складі Поріцького району Чувашії, Росія. Входить до складу Октябрського сільського поселення.
Населення — 298 осіб (2010; 419 у 2002).
Національний склад:
- росіяни — 98 %

У селі народився Герой Радянського Союзу Безруков Микола Григорович (1918-1945).